# Voith
Voith – firma z sektora inżynierii mechanicznej z siedzibą w Heidenheim an der Brenz w Niemczech. Zatrudnia na świecie ponad 37 tys. pracowników, z czego 4200 pracuje w Heidenheim. Działami i specjalizacjami firmy są: Voith Paper, Voith Hydro, Voith Turbo, Voith Industrial Services. Istnieje od 1867 roku, dostarczyła urządzenia m.in. dla przemysłu papierniczego (maszyny papiernicze), energetycznego (turbiny wodne).